# Belvedere (paladsanlæg)
 For alternative betydninger, se Belvedere. (Se også artikler, som begynder med Belvedere)
Belvedere (tysk: Schloss Belvedere) er et paladsanlæg fra barokken bygget af prins Eugen af Savoyen. Paladset ligger i Wiens 3. bezirk (Landstraße) sydøst for centrum.

## Nedre Belvedere
Efter at prins Eugen købte arealet i 1697 lod han anlægge en stor park. Schloss Belvedere blev brugt som villa, men i 1714 begyndte han at udbygge det til Nedre Belvedere. Det var endnu ikke som et palads, men villa med et galleri. Arkitekten var Johann Lukas von Hildebrandt, en af Østrigs vigtigste arkitekter i barokken. Denne bygning er et af hans mesterværker. Som assistent havde han skulptøren Giovanni Stanetti fra Venedig, som Eugene havde fået til Wien i den anledning. Nedre Belvedere blev færdigt i 1716. Loftmaleriet i den centrale Marmorsaal er malet af Martino Altomonte. Det hylder prins Eugene som den nye Apollon. Rummet indeholder også skulpturen ''Prins Eugenes opstandelse'' af Balthasar Permoser. Mod vest i Nedre Belvedere ligger Paradeschlafzimmer (Paradesoveværelset) med en omfattende grotesk i Jean Bérain-stil lavet af Jonas Drentwett. Mod vest ligger endnu et marmorgalleri med gipsfigurer af Domenico Parodi. Det indre marmorrum har loftmalerier af Giacomo del Po fra 1720. Tordensalen (Donnersaal) har loftdekorationer malet af Altomonte og arkitektur af Gaetano Fanti. I østfløjen ligger den officielle spisesal.

## Haven
Mens Nedre Belvedere blev bygget, blev haven udvidet i fransk barokstil med grusstier og springvand omgivet af hække. Dominique Girard var havens arkitekt. Han havde været elev af André Le Nôtre under anlægget af slotshaven ved Slottet i Versailles. Det store vandbassin i den øvre del, trapperne og vandfaldene med nymfer og gudinder eksisterer den dag i dag, men det mønstrede blomsterbed er groet til og er ved at blive restaureret.

## Øvre Belvedere
Øvre Belvedere blev bygget 1720-1723 . Oprindeligt skulle denne del være enkel og være en passende afslutning af haven. Arkitekten var også her Johann Lukas von Hildebrandt, og igen er der en central Marmorsaal. I denne blev Østrigs uafhængighedserklæring underskrevet 15. maj 1955. Kort efter 1723 blev bygningen udvidet til sommerresidens for prins Eugen. Loftmalerierne er af Carlo Carlone, og altertavlen i kapellet er af Francesco Solimena.

## Beboere
Prinsens arving solgte det i 1752 til Maria Theresia af Østrig. Maria Theresia døbte paladset Belvedere. Under Habsburgerne blev det udvidet. Siden 1775 har Belvedere huset en samling af kejser Josef II's malerier. I 1806 blev også samlingen fra slottet Ambras flyttet til Nedre Belvedere. Begge samlinger blev flyttet til det kunsthistoriske museum i 1890. Den sidste som boede på paladset var ærkehertug Franz Ferdinand.
Siden 1. verdenskrig har Belvedere fungeret som museum (Österreichische Galerie Belvedere).
Bygningen blev alvorlig skadet under 2. verdenskrig. Guldkabinettet udbrændte fuldstændig og måtte genopbygges.